# História do Ceará

Em destaque, o Estado do Ceará.

O Ceará foi formado inicialmente por indígenas com sua própria cultura e que depois foram catequizados/batizados pelos jesuítas portugueses. O povoamento do território foi e tem sido bastante influenciado pela falta do fenômeno natural da chuva que nos dias atuais, dificulta na plantação e criação de animais.
Com uma colonização portuguesa complexa e conturbada, marcada pela resistência dos nativos e pelas dificuldades de adaptação dos portugueses às condições climáticas particulares do território, formou-se uma sociedade rural baseada sobretudo na pecuária, assim como na agricultura, em especial nos vales úmidos e serras. A elite econômica e latifundiária, através de seu poder econômico e de complexas relações de parentesco e afilhadagem, possuía controle de quase todos os aspectos da vida social. Os chamados "coronéis" mantinham em suas propriedades muitos dependentes que lhes prestavam serviços ou entregavam parte de sua produção em troca da posse de um lote de terra, em regime praticamente semi-feudal, além de trabalhadores assalariados. A servidão de africanos, embora de menor importância, foi praticada ao longo de séculos 17 e 18, principalmente nas áreas onde a agricultura floresceu.
O desenvolvimento independente do Ceará começaria apenas depois de sua separação de Pernambuco em 1799, e sua história foi sempre marcada por lutas políticas e movimentos armados. Essa instabilidade prolongou-se durante o Império e a Primeira República, normalizando-se depois da reconstitucionalização do País em 1945. As secas, os conturbados fatores sociais e econômicos do Estado acarretaram eventos importantes na história desse povo, como o cangaço, os movimentos messiânicos, a emigração para à Amazônia e para outros Estados, inclusive os do Sudeste do Brasil. Historicamente o Ceará tem passado por grandes transformações desde a década de 1950, progressivamente se tornando um Estado predominantemente urbano, mais industrializado e com crescente desigualdade regional e de renda.

## Era Colonial

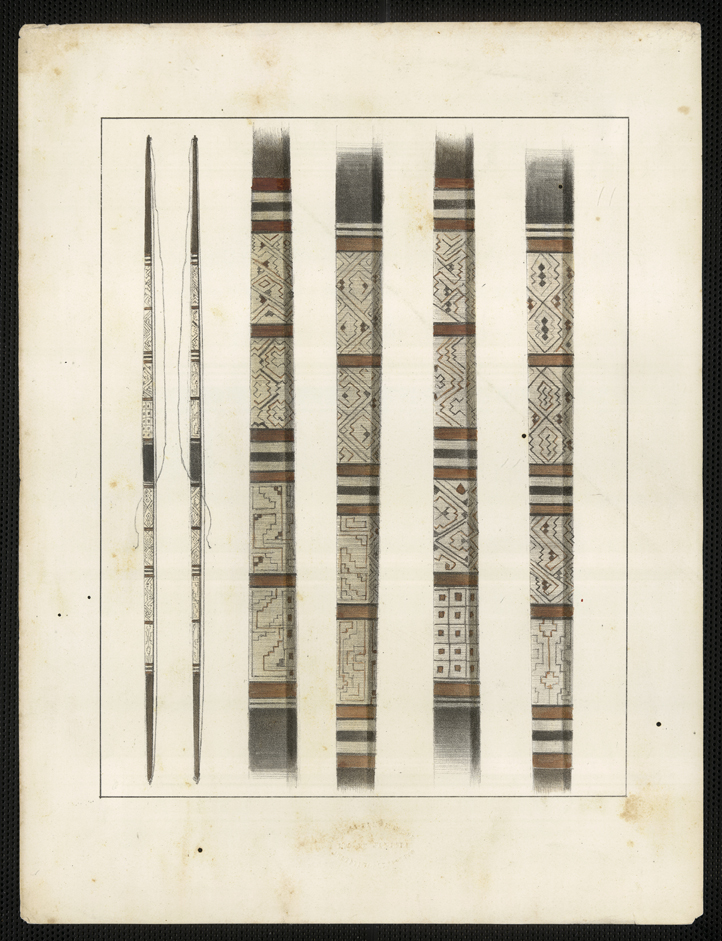
Exemplares de artefatos de povos indígenas típicos do Ceará, em gravura da Comissão Científica de Exploração.

As terras atualmente pertencentes ao Ceará foram doadas, em 1535, a Antônio Cardoso de Barros, mas este não se interessou em colonizá-las e nem sequer chegou a visitar a capitania, embora tivesse ocupado o cargo de provedor-mor da Bahia no governo geral de Tomé de Sousa. Cardoso de Barros, inclusive, faleceu em 1556, ao lado do primeiro bispo do Brasil dom Pero Fernandes Sardinha, devorado pelos índios Caetés, após um naufrágio na costa de Alagoas. A primeira tentativa séria de colonização portuguesa ocorre com Pero Coelho de Sousa, que lidera a primeira bandeira feita em 1603, demonstrando por isso certo interesse de Portugal em colonizar o Ceará. A missão dos bandeiristas era explorar o rio Jaguaribe, combater piratas, "fazer a paz" com os indígenas e tentar encontrar metais preciosos. Partindo da Paraíba, à frente de 200 índios "mansos" (já submissos ao conquistador) e de 65 soldados (entre os quais o jovem Martim Soares Moreno), Pero Coelho atingiu pelo litoral a serra de Ibiapaba, onde travou combate com os índios Tabajaras e alguns franceses, então aliados. Derrotando os adversários, Pero Coelho tentou seguir para o Maranhão, mas só atingiu o rio Parnaíba (Piauí) pois seus homens, cansados, maltrapilhos e famintos recusaram-se a prosseguir viagem. De retorno ao litoral, o capitão-mor fundou o Forte de São Tiago, às margens do Rio Ceará e o povoado de Nova Lusitânia. Ficou ali pouco tempo. Os índios, ressentidos com o comportamento brutal dos "civilizados" europeus passaram a atacar o Fortim. Pero ,então, retirou-se para o rio Jaguaribe, construindo nas margens deste o forte de São Lourenço. Contudo, a pesada seca de 1605 a 1609 (a primeira registrada pela historiografia local) e os persistentes ataques indígenas levaram Pero Coelho a deixar o Siará em dolorosa caminhada, na qual pereceram de fome e sede alguns soldados e seu filho mais velho. Dirigindo-se ao forte do Reis Magos no rio Grande do Norte e depois Paraíba e Europa, Pero Coelho faleceu em Lisboa, pobre, após tentar cobrar de Portugal os pagamentos pelos serviços prestados nas terras cearenses. Fracassava, assim, a tentativa pioneira de ocupação do "ceará pequeno".

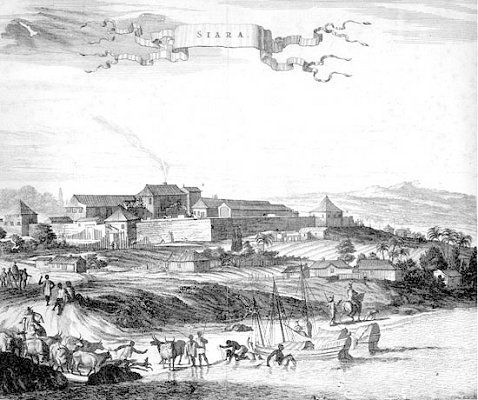
O Forte São Sebastião de Martim Soares Moreno.

Diante do fracasso de Pero Coelho de conquistar as nações indígenas, em 1607 foram enviados os padres Jesuítas Francisco Pinto e Luís Figueira com o intuito de evangelizar os silvícolas. Estes avançaram até a Chapada da Ibiapaba, onde ficaram até a morte do padre Francisco Pinto em outubro do mesmo ano. O padre Luís Figueira retorna para o Rio Grande do Norte. Posteriormente, relatou sua empreitada em Relação do Maranhão, o primeiro texto escrito sobre o Ceará. Figueira, todavia, não foi muito feliz no relacionamento com os nativos brasileiros. Anos depois, em 1643, vítima de um naufrágio na Ilha de Marajó, foi morto e devorado pelos índios Aruãs.
Em 1611, sob o comando de Martim Soares Moreno (considerado posteriormente o "fundador" do Ceará), foi construído, às margens do Rio Ceará, o Forte de São Sebastião, local conhecido atualmente como Barra do Ceará (limites entre os Municípios de Fortaleza e Caucaia).
A colonização portuguesa da região, iniciada no século XVII, foi dificultada pela forte oposição das tribos indígenas e as invasões de piratas europeus. O estabelecimento europeu só tomou impulso com a construção, na embocadura do riacho Marajaitiba, do forte holandês Schoonenborch, que em 1654, foi tomado pelos portugueses e passou a ser chamado Fortaleza de Nossa Senhora de Assunção. Em volta dessa Fortaleza formou-se a segunda vila do Ceará, a vila do Forte, ou Fortaleza. Depois de muita disputa política entre Aquiraz e Fortaleza, a última passou a ser a capital do Ceará, oficialmente a partir de 13 de abril de 1726 (Data em que se comemora o aniversário da cidade).
Houve duas frentes de ocupação portuguesa do território cearense: a do sertão-de-fora, controlada por pernambucanos que vinham pelo litoral; e a do sertão-de-dentro, dominada por baianos. Graças à pecuária e aos deslocamentos de pessoas das áreas então mais povoadas, praticamente todo o Ceará foi ocupado ao longo do tempo, levando ao nascimento de várias cidades importantes nos cruzamentos das principais estradas utilizadas pelos vaqueiros, como Icó. Ao longo do século XVIII, a principal atividade econômica cearense foi a pecuária, levando muitos historiadores a falarem que o Ceará se transformou em uma "Civilização do Couro", pois a partir do couro se faziam praticamente todos os objetos necessários à vida do sertanejo através de um rico artesanato.
O comércio do charque foi decisivo para a vida econômica do Ceará ao longo do século XVIII e XIX. Com ele passou a existir uma clara divisão do trabalho entre as regiões do Estado: no litoral se encontravam as charqueadas e, no sertão, as áreas para criação de gado bovino. O charque também permitiu o enriquecimento de proprietários de terras e de comerciantes, bem como o surgimento de um pequeníssimo mercado interno local. Durante o auge do comércio do charque, a principal cidade cearense foi Aracati, de onde eram exportadas mas também floresceram outros centros regionais, como Sobral, Icó, Acaraú, Camocim e Granja. A era do charque finda-se depois das secas de 1790/93, que devastam o estado e impossibilitam a continuação da pecuária cearense. Com este evento a produção do charque mudou para o Rio Grande do Sul.
Outras cidades nasceram a partir de aldeamentos indígenas, onde os nativos eram confinados sob o controle de jesuítas, responsáveis por sua catequização e aculturação. Este foi o caso de cidades importantes como Caucaia (outrora chamada Soure), Crato, Pacajus, Messejana e Parangaba (as duas últimas atuais bairros de Fortaleza). Os indígenas cearenses foram, em sua maior parte, massacrados, embora tenham resistido até os dias de hoje. Um dos maiores exemplos de sua resistência foi a Guerra dos Bárbaros, na qual indígenas de diversas tribos (Kariri, Janduim, Baiacu, Icó, Anacé, Quixelô, Jaguaribara, Kanindé, Tremembé, Acriú, etc.) se uniram para lutar contra os conquistadores portugueses, resistindo bravamente durante quase 50 anos.
O Ceará torna-se administrativamente independente de Pernambuco em 1799. Nas décadas anteriores, o cultivo do algodão começou a despontar como uma importante atividade econômica, gerando um período de prosperidade para a capitania. Com a recuperação da cotonicultura dos Estados Unidos da América, o algodão e o próprio Ceará entraram em crise, o que explica o envolvimento de cearenses na Revolução Pernambucana de 1817. O século XIX também foi marcado por alguns movimentos revolucionários e conflitos. Em 1817, alguns cearenses, liderados pela família Alencar, apoiaram a Revolução Pernambucana. O movimento, no entanto, ficou restrito ao Cariri e, especialmente, à cidade do Crato, e foi rapidamente sufocado.

## Movimentos independentistas e Império

Mapa da capitania do Ceará, levantada por ordem do governador Manuel Inácio de Sampaio.

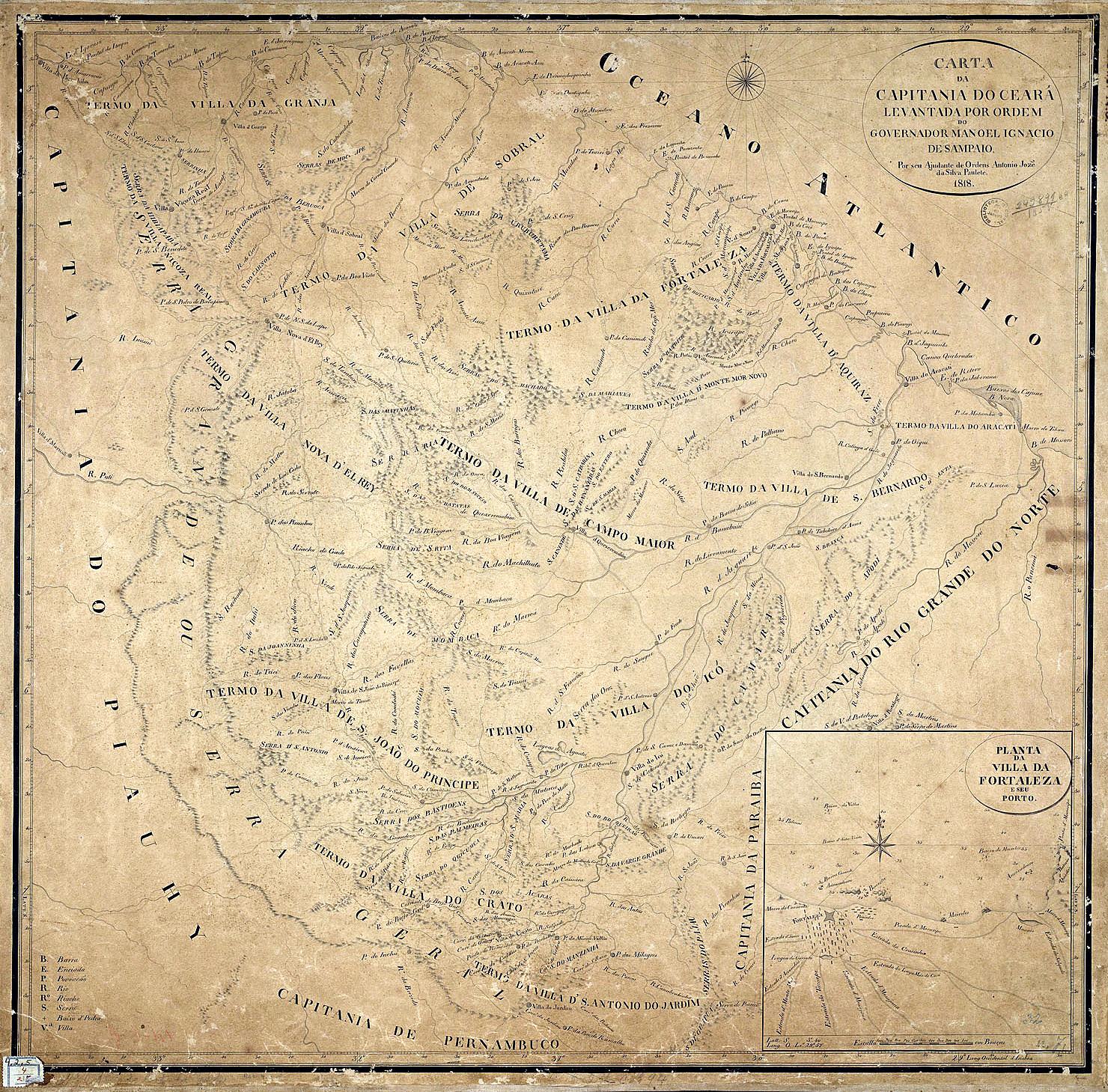
Carta da Capitania do Ceará, Antônio José da Silva Paulet, 1818.

Em 1821, a capitania se torna província. Em 1824, já após a independência, os mesmos ideais republicanos e liberais apareceram num movimento mais amplo e organizado: a Confederação do Equador. Aderindo aos revoltosos pernambucanos, várias cidades cearenses, como Crato, Icó e Quixeramobim, demonstraram sua insatisfação com o governo imperial. Após choques com o governo provisório controlado pelo Imperador Pedro I, foi estabelecida a República no Ceará em 26 de agosto de 1824, tendo Tristão Alencar como presidente do Conselho que governaria a província. A forte repressão das forças imperiais, no entanto, derrotaram rapidamente o movimento rebelde devido a diversos motivos: a superioridade militar das tropas do governo imperial; a pouca participação popular; as principais lideranças terem sido presas ou mortas.
Outro conflito que se destacou na história cearense foi a Sedição de Pinto Madeira, um violento conflito entre a vila do Crato, liderada por liberais republicanos (com maior destaque para a família Alencar), e a de Jardim, praticamente dominada por Pinto Madeira, de caráter absolutista e autoritário. As duas elites locais disputavam pelo controle político do Cariri cearense. Por fim, os cratenses contrataram o mercenário francês Pierre Labatut e, reagindo com um exército formado por sertanejos humildes, renderam os jardinenses. Pinto Madeira foi julgado sumariamente no Crato, após ser considerado culpado pela morte do liberal José Pinto Cidade.
Também no século XIX, o Ceará sofreu um verdadeiro boom econômico durante o período da Guerra de Secessão (1861-1865) nos EUA, que, afetando a cotonicultura norte-americana, abriu o mercado mundial para o algodão cearense. Foi nesse período que Fortaleza desbancou Aracati do posto de cidade principal do Ceará: o algodão substituía o charque em importância econômica. Porém, a Grande Seca (1877/78/79) interfere na agricultura do algodão. Fortaleza foi invadida pelas vítimas da estiagem e uma grande parte da população cearense emigra para a Amazônia contribuindo, assim, para o primeiro Ciclo da Borracha. E a partir desta seca o Ceará passa a ser fator de atenção dentro da política nacional.
Depois do outro período de seca o Império iniciou projetos sociais e de infraestrutura (Açude Cedro), para amenizar as consequências das estiagens, fato que resultou com criação da Comissão de Açudes e Irrigação (atualmente DNOCS).

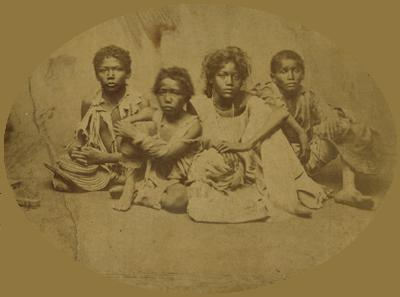
Vítmas das secas de 1877/1878, no Ceará - Brasil.

### Abolição da escravidão
No século XIX, um movimento de grande importância aconteceu no Ceará: a campanha abolicionista, que aboliu a escravidão no estado em 25 de março de 1884, antes da Lei Áurea, que é de 1888. Foi, portanto, o primeiro estado brasileiro a abolir a escravatura. Dentro do Ceará, o primeiro município a abolir a escravatura foi Acarape, que depois do evento, passou a ser chamado de Redenção. O abolicionismo foi favorecido pela pouca importância da escravidão na economia cearense relativamente às outras regiões do Brasil. Contou com o apoio da igreja católica, cujo principal nome foi o do padre João Augusto da Frota, e até mesmo de grupos formados por mulheres da elite do Estado. Além da pequena quantidade de escravos, quando da campanha abolicionista, muitos escravos eram vendidos para o trabalho em outras províncias com maior demanda de trabalho compulsório. Pela grande dificuldade em atracar navios, devido ao mar bravio, a capital cearense era um péssimo ancoradouro, o que fazia dos jangadeiros um elemento de suma importância para a economia local, já que o embarque e desembarque no porto de Fortaleza tinha que ser feito por meio de embarcações pequenas e insubmersíveis conhecidas como jangadas, e a forte campanha abolicionista, em 1881, convenceu os jangadeiros cearenses a não mais realizar o transporte de escravos para terra firme. Sob o lema "No Ceará não se embarcam mais escravos", o movimento, comandado pelo jangadeiro Francisco José do Nascimento, o "Dragão do Mar", hoje nome de um centro cultural da cidade de Fortaleza, ganhou significativa simpatia da população cearense.

## República Velha
Após a proclamação da República do Brasil, em 1889, o quadro político-econômico do Ceará começou a se transformar. Alguns anos depois, teria início a poderosa oligarquia acciolina, que recebeu esse nome por ser comandada pelo comendador e maçom Antônio Pinto Nogueira Accioli, que governou o estado de forma autoritária e monolítica entre 1896 e 1912. A situação de desesperadora miséria e abandono social era uma marca profunda do Ceará nessa época, o que levou ao surgimento de diversos movimentos messiânicos ao longo do século XIX e XX tais como o Caldeirão de Santa Cruz do Deserto no Crato, e tendo como líderes religiosos Antônio Conselheiro (que formaria na Bahia o arraial de Canudos), Padre Ibiapina, Padre Cícero, Beato Zé Lourenço etc. Surgiu também outro meio de escapar da miséria: o cangaço. Muitos homens formaram grupos de cangaceiros que saqueavam vilas, assaltavam e amedrontavam a todos.
Além desses eventos em 1896 começou a ser construida a ferrovia Sobral-Crateus por Antonio Sampaio Pires Ferreira, onde logo se estabeleceria em suas margens a cidade de Pires Ferreira.
O século XX, para o Ceará, foi marcado pelos ciclos de poder dos "coronéis" e por enormes transformações de ordem social e econômica. O século se iniciou no contexto da oligarquia acciolina, comandada, direta ou indiretamente, por Nogueira Accioli de 1896 a 1912. Durante esse período, a família Accioli controlou, literalmente, todas as esferas do poder cearense, desde os altos escalões do Governo estadual até as delegacias.
Então se vivia uma conturbada e violenta campanha eleitoral no Ceará, graças ao Salvacionismo pretendido pelo presidente Hermes da Fonseca, que procurava enfraquecer as oligarquias regionais contrárias ao seu poder. Dentro das política das Salvações, foi lançada a candidatura de Franco Rabelo para o governo, enquanto Accioli apontava como seu candidato Domingos Carneiro. Em Fortaleza, houve uma passeata de crianças em favor de Franco Rabelo, a qual foi repreendida duramente pelas forças policiais, causando a morte de algumas crianças e ferindo outras tantas.

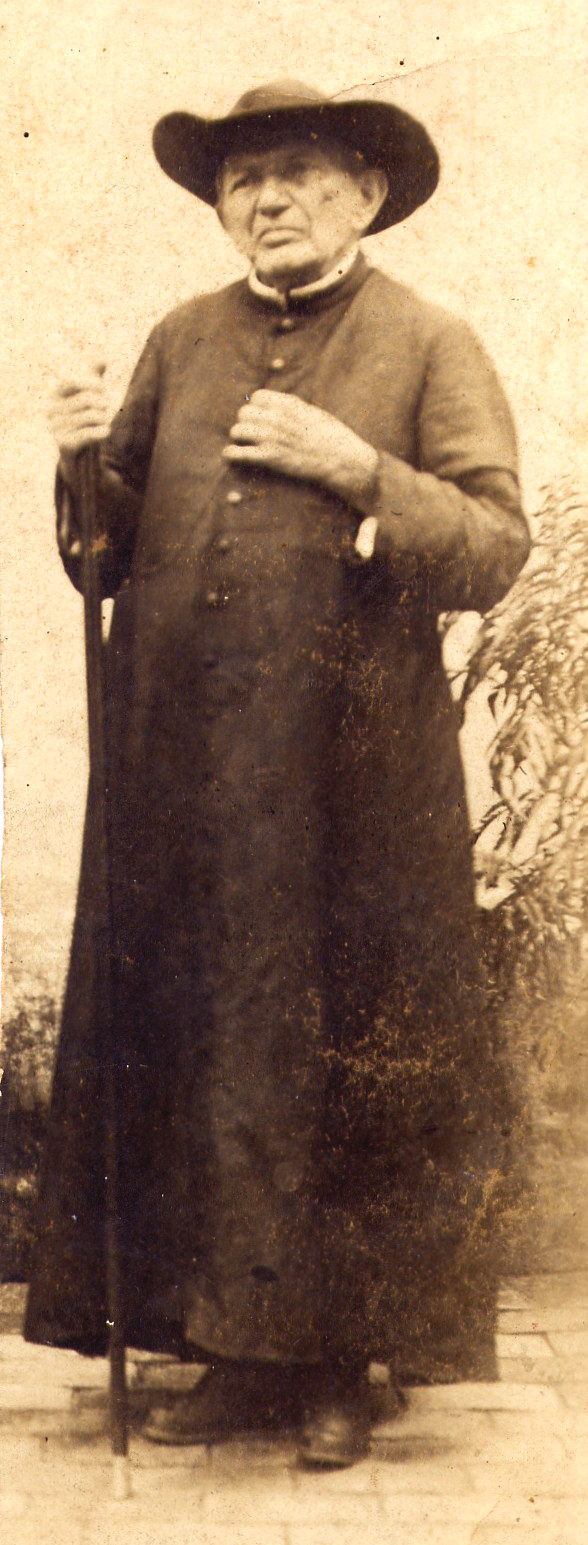
Padre Cícero, importante líder no Ceará do início do século XX

Em consequência, a população fortalezense se revoltou contra o governo, mergulhando a capital em verdadeiro estado de guerra civil durante três dias. Accioli teve, então, que renunciar ao governo cearense, tendo como garantia o direito de permanecer vivo e poder fugir do Estado. Franco Rabelo foi eleito para governar o Ceará logo em seguida, mas acabou sendo deposto por outra revolta, a Sedição de Juazeiro, entre 1913 e 1914.
Juazeiro do Norte era uma cidade recém-emancipada do Crato. Seu surgimento se deveu ao carismático Padre Cícero, que, após ter ficado famoso devido ao suposto milagre da Beata Maria de Araújo (cuja hóstia teria se transformado em sangue), conquistou uma imensa massa de sertanejos pobres e religiosos. Muitos passaram a morar em Juazeiro, de modo que em pouco tempo o local possuía milhares de moradores. Como não tinha o apoio da alta hierarquia católica, Padre Cícero procurou evitar que Juazeiro tivesse o mesmo fim trágico de Canudos e aliou-se ao poder político dos coronéis, posicionando-se ao lado da oligarquia de Nogueira Accioli. Embora mantendo a proximidade com o povo, o padre tornou-se, para alguns, um "coronel de batinas".
Franco Rabelo havia, em pouco tempo, perdido o apoio de muitos políticos que o haviam ajudado a chegar ao poder - a Assembleia Legislativa tentou até mesmo, sem sucesso, votar o impeachment do "salvacionista". Os oposicionistas tentaram, então, convocar extraordinariamente a Assembleia Legislativa em Juazeiro e cassaram o mandato de Rabelo. Este, que tinha ainda bastante apoio em Fortaleza, mandou tropas para Juazeiro do Norte, pretendendo derrotar os golpistas. Os sertanejos, incitados pelo Padre Cícero e pelos coronéis, acreditaram ser aquela uma agressão contra o "Padim Ciço". Iniciou-se um verdadeiro clima de guerra santa em Juazeiro. Após meses de combate, os seguidores de Padre Cícero venceram as tropas de Rabelo e iniciaram uma longa marcha até Fortaleza, obrigando Rabelo a renunciar ao governo cearense.
Após a Sedição de Juazeiro, estabeleceu-se um certo equilíbrio entre as oligarquias cearenses, não havendo mais conflitos militares entre elas. O povo, no entanto, continuou reprimido e sem voz.

## Estado Novo
A situação política no Ceará se modificaria bastante com a Revolução de 1930, que levou ao poder Getúlio Vargas. Durante 15 anos, governaram o Estado interventores do Governo Federal. O primeiro interventor no Ceará foi Fernandes Távora, mas ele governou por pouco tempo, pois continuou com as práticas clientelistas e corruptas da República Velha. Os interventores não tardaram a se acomodar com as elites locais. O quadro político cearense esteve, nesse período, influenciado por duas associações: a Liga Eleitoral Católica (LEC), que, por seus vínculos religiosos e apoio dos latifundiários interioranos, obteve grande penetração no eleitorado cearense e apoiou segmentos como a Ação Integralista Brasileira (AIB) no Ceará; e a Legião Cearense do Trabalho (LCT), organização católica, operária conservadora, corporativista, anticomunista e antiliberal que existiu no Ceará entre 1931 e 1937. A LCT, após o exílio de seu líder e criador do movimento Severino Sombra por ter apoiado a Revolução Constitucionalista de São Paulo em 1932, foi perdendo poder e muitos de seus membros se tornaram membros da ação integralista brasileira. Ao voltar do exílio, Sombra abandonou a LCT e fundou a Campanha Legionária, mas não teve sucesso, pois a Igreja Católica no Ceará prestava agora apoio à AIB e começavam a surgir entidades operárias de esquerda no Estado. Em 1937, por fim, todas as associações de orientação católica (LCT, AIB e Campanha Legionária) foram extintas pelo Estado Novo de Getúlio Vargas.
Durante a seca de 1915 e, novamente na estiagem de 1932, foram criados campos de concentração no Ceará. O objetivo destes, era impedir que retirantes fugindo da seca e da fome, chegassem às grandes cidades. Estes locais de confinamento eram conhecidos como os currais do governo.
Um importante movimento social no período varguista foi o Caldeirão. De forma semelhante a Canudos, ele reuniu cerca de 3 mil pessoas sob a liderança do beato Zé Lourenço, paraibano que chegara a Juazeiro por volta de 1890 e era seguidor de Padre Cícero. Aconselhado por Padre Cícero a se estabelecer na região e trabalhar com algumas das famílias de romeiros, arrendou um lote de terra no sítio Baixa Danta, em Juazeiro do Norte. O sítio prosperou e começou a desagradar a parte da elite, sendo difamado pelos adversários políticos de Padre Cícero. Isso culminou na exigência do dono do sítio Baixa Danta de que os camponeses e o beato deixassem a terra.
Instalando-se no sítio Caldeirão, no Crato, propriedade de Padre Cícero, os camponeses formaram uma pequena sociedade coletiva e igualitária, prosperando tanto que chegaram a vender os excedentes nas cidades vizinhas. O sítio tornou-se, portanto, um "mau exemplo" para os sertanejos e desagradou fortemente à Igreja e aos latifundiários que perdiam a mão-de-obra barata. As difamações culminaram com a acusação de que o beato Zé Lourenço era agente bolchevique! Quando Padre Cícero morreu, em 1934, as terras foram herdadas pelos padres salesianos, e os camponeses do Caldeirão ficaram desamparados. Em setembro de 1936, a comunidade é dispersa e o sítio é incendiado e bombardeado. Zé Lourenço e seus seguidores rumaram, então, para uma nova comunidade. Alguns dos moradores, no entanto, resolveram se vingar e realizaram uma emboscada, matando alguns policiais, o que foi respondido com um verdadeiro massacre de camponeses pelos contingentes policiais (estima-se entre trezentos e mil mortos).
O início dos anos 1940, no Ceará, foi influenciado pela Segunda Guerra Mundial e as implantações decorridoas pelos Acordos de Washington. Em Fortaleza, foi montada uma base norte-americana, mudando os hábitos locais e empolgando a população, que passou a realizar diversos atos, manifestos e passeatas contra o nazismo. O Serviço Especial de Mobilização de Trabalhadores para a Amazônia - SEMTA, foi criado e teve sua sede em Fortaleza. Este realizou uma forte propaganda governamental a qual estimulava os sertanejos a migrar para a Amazônia, onde estes tornariam-se os Soldados da Borracha do Exército da Borracha, isto é, explorariam o látex das seringueiras. Milhares de cearenses emigraram para o Norte, muitos dos quais morreram. Porém, estas mortes não foram em vão, já que, graças aos soldados da borracha e sua mais-valia, os Estados Unidos e Aliados puderam combater os exércitos do Eixo sem os seringais da Ásia para abastecê-los.
A luta contra o nazismo e o posicionamento contraditório do governo brasileiro (uma ditadura de base fascista dentro do País lutando contra regimes autoritários fascistas no exterior) precipitaram a derrocada do Estado Novo. Formaram-se os diversos partidos novos, como a UDN, o PSD, o PCB e o PSP. A UDN e o PSD, partidos conservadores e elitistas, dominariam o cenário político cearense pelas próximas décadas, enquanto o PSP, chefiado por Olavo Oliveira, seria, ao menos nos anos 1950, o "fiel da balança" nas disputas eleitorais. O primeiro governador após a redemocratização foi Faustino Albuquerque, da UDN. Vale lembrar que, apesar de todas as transformações políticas, o Ceará era então um dos locais mais miseráveis do Brasil.

## República Nova

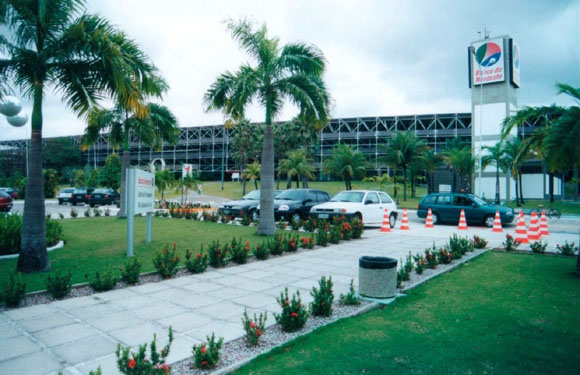
Vista da atual sede do Banco do Nordeste, instalado em Fortaleza em 1954.

O período de República Nova no Ceará teve início com a eleição de Faustino de Albuquerque pela UDN. Durante seu governo, nas eleições de 1950, o candidato udnista a presidência, Eduardo Gomes, obteve a maior votação colocando Getúlio Vargas em 3º colocado no estado. Para a direção do governo estadual é eleito Raul Barbosa que foi um dos responsáveis, junto com os parlamentares cearenses, pela campanha de obtenção da sede do Banco do Nordeste, fundado em 1952, para Fortaleza. No mesmo ano o governo federal inaugurou oficialmente o Porto do Mucuripe. Em seu entorno foram instalados usinas termoelétricas para dotar Fortaleza de energia elétrica em abundância.
Durante a década de 1950 surgiram ou se fortaleceram vários dos maiores grupos econômicos do Ceará: Deib Otoch, J. Macêdo, M. Dias Branco, Grande Moinho Cearense e Edson Queiroz. Paulo Sarasate foi o terceiro governador eleito no período. Ainda na década de 1950 tem início uma nova onda migratória para vários estados e regiões. Em uma década, entre 1950 e 1960, o estado decaiu a taxa de representação da população brasileira, de 5,1% para 4,5%. Em 1955 a cearense Emília Barreto Correia Lima foi eleita Miss Brasil.
Em 1958 foi eleito Parsifal Barroso que teve a ajuda do governo federal para combater as mazelas decorrentes de secas, sendo a principal obra o Açude Orós inaugurado em 1961. Em Fortaleza foi inaugurado o Cine São Luis. O governador inicia a construção da nova sede do governo, o Palácio da Abolição, em 1962 e no mesmo ano é criado o Banco do Estado do Ceará (BEC).
Em 1963 Virgílio Távora foi eleito governador do Ceará. Seu mandato foi até o fim em 1966, mesmo com o surgimento da Ditadura militar em 1964. Seu governo foi marcado pela criação do "PLAMEG I"  - Plano de Metas do Governo que visou a modernização da estrutura do estado com a ampliação do porto do Mucuripe e a transmissão da energia de Paulo Afonso. Foram criados ou instalados também em seu governo o Distrito Industrial de Maracanaú, o BEC, a CODEC e da Companhia DOCAS do Ceará. Com o AI-2, Virgílio aderiu à ARENA, e seu vice Figueiredo Correia ao MDB.

### Governo militar
Plácido Castelo foi eleito pela assembleia legislativa em 1966. Durante seu governo houve perseguição política a deputados e várias manifestações com a prisão e tortura de estudantes e trabalhadores, tendo ocorrido inclusive atentados a bomba em Fortaleza. Criado o BANDECE e a pavimentação da rodovia CE-060, a rodovia "do algodão". Também tem início as obras do estádio Castelão.
Durante o governo de César Cals se sucedeu o auge da repressão militar. Vários cearenses de esquerda estiveram envolvidos na Guerrilha do Araguaia. Cals procurou governar tecnocraticamente, formando sua própria facção política rompendo com Virgílio Távora. No mandato de seu sucessor, Adauto Bezerra (mandato  de 1975 a 1978) não acontecem grandes mudanças. Adauto volta-se politicamente para o interior com a criação de uma secretaria de assuntos municipais. Renuncia seu mandato para se eleger deputado federal. O vice-governador Waldemar Alcântara toma posse e termina o mandato.

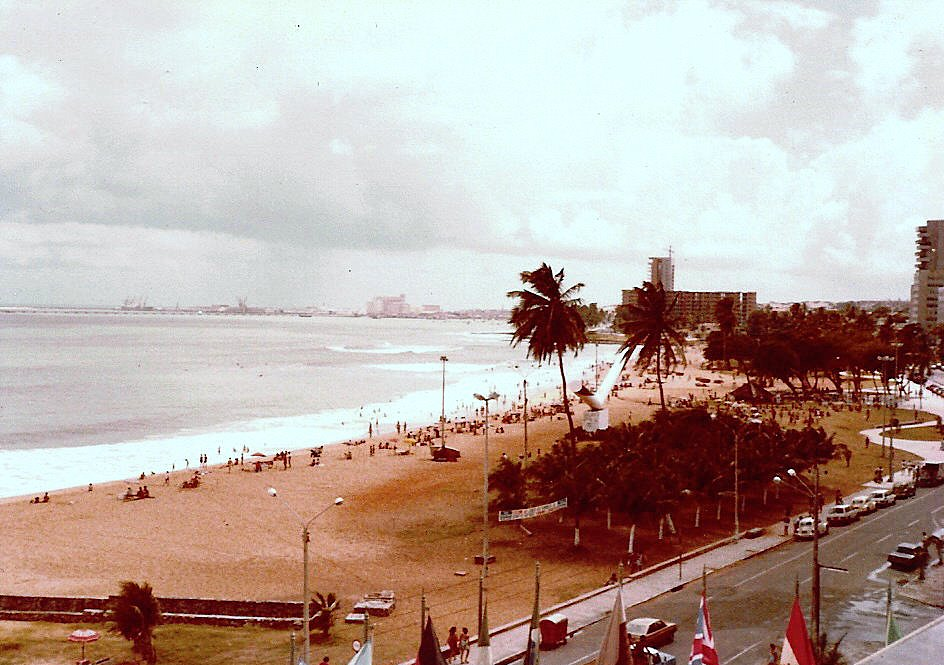
Vista do litoral de Fortaleza na década de 1980 vendo-se o monumento ao Interceptor oceânico.

Virgilio Távora retorna ao governo em 1979 sendo o último eleito indiretamente e resgata seu primeiro governo com a criação do PLAMEG II. Inicia a industrialização da região noroeste do Ceará e cria o PROMOVALE (projetos de irrigação) e sua esposa, a primeira dama Luiza Távora implementa projetos sociais como a Central de Artesanato do Ceará. Seu governo foi marcado pela ausência, quase que total, de oposição na Assembleia, nomeações aproximadas de 16.000 pessoas para cargos públicos e várias greves.
Gonzaga Mota foi eleito pelo voto popular tomando posse em 1983 e rompe com os coronéis anteriores para criar seu próprio grupo político. Seu rompimento rendeu-lhe ataques do regime militar com a suspensão de verbas federais.

## Nova República
A Nova República começa no Ceará com a eleição de Maria Luiza para o cargo de prefeita de Fortaleza em 1986. Foi a primeira prefeita de capital estadual eleita pelo Partido dos Trabalhadores e o primeiro político do sexo feminino a ser eleito para esse cargo após o regime militar. A insatisfação com a política praticada durante a ditadura militar e o movimento de redemocratização impulsionam as transformações no poder político, com a decadência da hegemonia tradicional do coronelismo.
Gonzaga Mota deixa o governo com pagamentos atrasados ao funcionalismo e descontrole nas contas públicas, mas seu candidato, o empresário Tasso Jereissati, consegue se eleger com a promessa de modernizar a administração pública, afastando-se do clientelismo dos governos anteriores; promover a austeridade fiscal; e desenvolver a economia estadual. A nova gestão passa a se autodenominar "Governo das Mudanças". Nas duas décadas seguintes, Jereissati e seus aliados passam a deter a hegemonia política no Estado, e rapidamente perdem a aliança com partidos mais à esquerda, como o PT e o PCdoB.
Ciro Gomes, então prefeito de Fortaleza, se candidata em 1990 ao cargo de governador com o apoio de Tasso e é eleito. Com a abertura do mercado brasileiro, o Ceará recebe os primeiros carros importados da marca russa Lada. Os "Governos das Mudanças" priorizam o aumento dos investimentos públicos e privados em infraestrutura e nos setores industrial e de serviços, enquanto o agropecuário permanece à margem. Politicamente, há uma relativa diminuição de poder dos "coronéis", com ampliação do poder do grande empresariado. O saneamento das contas estaduais - atingido, em parte, pela diminuição das despesas com o funcionalismo público através de demissões e achatamentos salariais - garantem superávits entre 1988 e 1994, mas com a consolidação do Plano Real volta-se a uma predominância de déficits.
O Estado se beneficia também da guerra fiscal que então se iniciava, o que, somado à mão de obra barata, atrai várias indústrias, as quais se concentram em algumas poucas cidades. O crescimento médio do PIB, de 4,6%, é superior à média nacional e nordestina nos anos 1990, continuando a tendência iniciada na década de 1970. As ações do governo, aliado aos esforços do empresariado local, e os incentivos de instituições de grande importância na história econômica recente do Ceará, como o Banco do Nordeste e a Sudene, foram determinantes para tal desempenho.
O forró eletrônico se populariza na década de 1990, e o Ceará começa a despontar, seguindo a tendência do litoral nordestino, como um grande pólo de turismo no Brasil. Ao longo dos anos 1990, com ações como o Programa de Saúde da Família (PSF), o Estado também realiza grandes avanços na redução da mortalidade infantil. A migração em direção a Fortaleza segue forte, tendo em vista o persistente atraso do interior em comparação com o forte crescimento da capital. A segurança pública torna-se muito mais problemática entre 1990 e 2003, com a taxa de homicídios subindo de 8,86 para 20,15 por 100 mil habitantes, um aumento de 127%.
Tasso é eleito novamente em 1994 e reeleito em 1998, concentrando os esforços governamentais na construção e reforma de grandes obras, como a construção do Porto do Pecem, o novo Aeroporto Internacional de Fortaleza, o Açude Castanhão e o início das obras do Metrofor. O terceiro "Governo das Mudanças" (1994-1997) se caracteriza pela privatização de empresas estatais e extinção de outros órgãos, e pelo seguimento de políticas de inspiração neoliberal, com enxugamento da máquina administrativa, racionalização dos investimentos, aumento de taxas de contribuição da aposentadoria, etc.
Contudo, apesar de vários avanços na saúde e educação básicas e do crescimento econômico estável, a chamada Era Tasso não alterou a estrutura socioeconômica problemática do Ceará, em especial a ausência de distribuição de renda, o que foi duramente questionado; a má distribuição fundiária; a enorme disparidade regional (sobretudo entre a capital e o interior); a parca infraestrutura fora da Região Metropolitana; e os altíssimos níveis de pobreza - em 1999, segundo o Banco Mundial, cerca de metade dos cearenses viviam abaixo da linha de pobreza. No início do século XXI, consolida-se a tendência de queda na tradicional emigração de cearenses, que, no período 2001-2006, reverte-se para um saldo positivo de 38,3 mil pessoas, o que se atribui à melhoria das condições de vida e à maior estabilidade proporcionada por programas sociais, que permitiram a fixação do pobre cearense em sua terra e o retorno de parte dos emigrantes.
Lúcio Alcântara, eleito com o apoio de Tasso continua, em linhas gerais, o modelo político dos governos anteriores, mas não recebe apoio do próprio partido e não consegue se reeleger em 2006, rompendo com o o PSDB e mudando para o Partido da República após deixar o cargo. Cid Gomes, do PSB e ex-prefeito de Sobral, alcança o cargo de Governador, pondo fim à longa hegemonia do PSDB no Estado e sinalizando um movimento rumo à oposição na política estadual, já demonstrado com a vitória de Luizianne Lins, do PT, na capital, que se elegera em 2004 mesmo sem apoio real do partido, que, devido às alianças partidárias nacionais, apoiara o candidato Inácio Arruda. Em 2008, Luizianne Lins é reeleita.